# آتاکوس آئورانتیاکوس
آتاکوس آئورانتیاکوس(نام علمی: Attacus aurantiacus) نام یک گونه از سرده شاپرکان چشم‌گربه‌ای آتاکوس است.